# لورين وايز
لورين آن وايز طبيبة وبائيات كندية أمريكية وأستاذة في قسم علم الأوبئة في كلية الصحة العامة بجامعة بوسطن . يفحص بحثها تأثير العوامل البيئية على خطر الإصابة بأمراض النساء الحميدة ، والخصوبة الفرعية ، ونتائج الحمل الضائرة.

## التعليم
تخرج لورين وايز من مدرسة سانت جورج الثانوية في مونتريال ، كندا. أكملت درجة البكالوريوس في الآداب بامتياز في كلية بودوين مع تخصص مزدوج في الكيمياء الحيوية ودراسات المرأة في عام 1996. حصلت على ماجستير في العلوم مع التركيز في علم الأوبئة التناسلية من كلية الصحة العامة بجامعة هارفارد تي إتش تشان في عام 2000. أكملت دكتوراه في علم الأوبئة مع قاصر في الإحصاء الحيوي من كلية هارفارد تشان للصحة العامة في عام 2004. درست أطروحتها عوامل التكاثر والمخاطر الهرمونية المرتبطة بالأورام الليفية الرحمية.

## مسار مهني مسار وظيفي
Lauren Wise هي عالمة وبائية تناسلية وفترة ما حول الولادة عن طريق التدريب. تعمل في هيئة التدريس في كلية الصحة العامة بجامعة بوسطن (BUSPH) منذ عام 2004. في عام 2015 ، تمت ترقيتها إلى أستاذة كاملة في قسم علم الأوبئة في BUSPH. يتضمن بحثها دراسة المحددات البيئية والوراثية لاضطرابات أمراض النساء الحميدة ، والخصوبة الفرعية ، ونتائج الحمل الضائرة. وهي حالياً باحث رئيسي في دراسة الحمل عبر الإنترنت (PRESTO) ، وهي دراسة أترابية للحمل المسبق لأمريكا الشمالية تمولها NICHD لأكثر من 12،500 امرأة و 3،000 من شركائها من الذكور حيث يتم التوظيف والمتابعة عبر الإنترنت. تلقت تمويل NIEHS في عام 2019 لمواصلة هذا البحث. وهي أيضًا باحث رئيسي في الدراسات الممولة من NIEHS لورم ليوميوماتا الرحم (الأورام الليفية) في دراسة البيئة ونمط الحياة والأورام الليفية (SELF) ، وهي دراسة أترابية محتملة لـ 1،693 شابة أميركية أفريقية من ديترويت ، ميشيغان. بالإضافة إلى ذلك ، ساهمت في دراسة صحة النساء السود التي تضم أكثر من 59000 امرأة أمريكية أفريقية وتحقق في الفوارق الصحية التي تعاني منها النساء السود.
وهي في هيئة تحرير مجلة الإنجاب البشري ، المجلة الأمريكية لعلم الأوبئة ، ووبائيات فترة ما حول الولادة والأطفال. من 2013 إلى 2015 ، عملت كعضو At-Large في جمعية أبحاث الوبائيات (SER). من 2015-2018 ، شغلت منصب سكرتير / أمين صندوق SER. وهي رئيسة جمعية أبحاث وبائيات الأطفال وفترة ما حول الولادة (SPER).
حصل وايز على جائزة جمعية مدارس وبرامج الصحة العامة (ASPPH) في مجال أبحاث الصحة العامة في عام 2011. حصلت على المجلة الأمريكية لعلم الأوبئة وجمعية مقالة العام لأبحاث الوبائيات في عام 2013.

## منح المعاهد الوطنية للصحة
حصلت Lauren Wise على العديد من المنح كمحقق رئيسي من المعاهد الوطنية للصحة (NIH) ، بما في ذلك:
| رقم المنحة   | رقم المنحة | عنوان المنحة                                                                     | معهد  | سنوات التمويل |
| الدعم الحالي |            |                                                                                  |       |               |
| R01          | HD086742   | دراسة جماعية مستندة إلى الإنترنت في أمريكا الشمالية والدنمارك                    | NICHD | 2016-2021     |
| R01          | ES028923   | دراسة جماعية مسبقة عن تلوث الهواء وخصوبته وحالات الإجهاض                         | NIEHS | 2018-2023     |
| R01          | ES028235   | عوامل الخطر البيئية للألياف الرحمية: دراسة مستقبلية محتملة للموجات فوق الصوتية   | NIEHS | 2017-2022     |
| R01          | ES024749   | تحلل الغدد الصماء المواد الكيميائية ومخاطر الأورام الليفية الرحمية: دراسة وقائية | NIEHS | 2015-2020     |
| R01          | ES029951   | دراسة جماعية مسبقة للكيماويات البيئية ، والخصوبة ، وحالات الإجهاض                | NIEHS | 2018-2023     |
| R21          | HD094322   | جدوى اختبار الذكريات الداخلية في دراسة استقصائية سابقة لأمريكا الشمالية          | NICHD | 2017-2020     |
| R03          | HD094117   | دراسة مستقبلية لخلل التنسج العنقي وجراحة عنق الرحم والخصوبة                      | NICHD | 2017-2020     |
| R03          | HD090315   | أسلوب الحياة والمحددات النفسية الاجتماعية للذكور: دراسة مرتقبة                   | NICHD | 2017-2020     |
| الدعم السابق |            |                                                                                  |       |               |
| R21          | HD072326   | جدوى دراسة قائمة على الإنترنت للوقت المناسب للحمل في الولايات المتحدة            | NICHD | 2013-2015     |
| R01          | HD057966   | دراسة الخلط الجيني للألياف الرحمية في النساء الأمريكيات الأفريقيات               | NICHD | 2008-2013     |
| R03          | HD055211   | دراسة واعدة للوجبات الغذائية والألياف لدى النساء السود                           | NICHD | 2008-2010     |
| R03          | HD069602   | عوامل نفسية واجتماعية ومخاطر الليف الرحمي عند النساء السود                       | NICHD | 2011-2014     |
| R03          | CA169888   | سرطان بطانة الرحم لدى النساء السود                                               | NCI   | 2013-2015     |

## المنشورات
نشرت لورين أكثر من 220 مقالة صحفية تمت مراجعتها من قبل النظراء. تشمل أكثر أوراقها تأليفًا:
- Wise LA، JR Palmer، BL Harlow، D Spiegelman، EA Stewart، et al. العوامل الإنجابية ، ووسائل منع الحمل الهرمونية ، وخطر الإصابة بالورم العضلي الأملس الرحمي لدى النساء الأمريكيات من أصل أفريقي: دراسة مستقبلية. المجلة الأمريكية لعلم الأوبئة 159 (2) ، 113-123 ، 2004.
- Wise LA، S Zierler، N Krieger، BL Harlow. بداية البالغين لاضطراب اكتئابي كبير فيما يتعلق بالإيذاء العنيف في وقت مبكر من الحياة: دراسة حالة التحكم. لانسيت 358 (9285) ، 881-887 ، 2001.
- Wise LA، KJ Rothman، EM Mikkelsen، HT Sørensen، A Riis، EE Hatch. دراسة مستقبلية على الإنترنت لحجم الجسم ووقت الحمل. التكاثر البشري 25 (1) ، 253-264 ، 2009.

## روابط خارجية
دراسة الحمل على الإنترنت (PRESTO)
دراسة صحة النساء السود